# Équipe d'Estonie de curling
L'équipe d'Estonie de curling est la sélection qui représente l'Estonie dans les compétitions internationales de curling.
En 2017, l'équipe nationale est classé comme nation numéro 32 chez les hommes et 18 chez les femmes.

## Historique
Le Tondiraba Ice Arena à Tallinn  est le bâtiment le mieux équipé pour pratiquer le curling

## Palmarès et résultats

### Palmarès masculin
Titres, trophées et places d'honneur
- Championnats du monde Hommes 
  - aucune participation
- Championnats d'Europe Hommes - Division B depuis 2012 (6 participation(s))
  - Meilleur résultat : Tie-break en 2013

### Palmarès féminin
Titres, trophées et places d'honneur
- Championnats du monde Femmes
  - aucune participation
- Championnats d'Europe depuis 2014 (2 participation(s))
  - Meilleur résultat : 8ème pour : Championnats d'Europe Femmes - Round Robin

### Palmarès mixte
Titres, trophées et places d'honneur
- Championnat du Monde Doubles Mixte depuis 2015 (2 participation(s))
  - Meilleur résultat : 4ème pour : Championnat du Monde Doubles Mixte - Groupe D